# Arbre argenté
Arbre argenté ou Gray Tree est un tableau de Piet Mondrian, réalisé en 1911. Il mesure 78.50 cm sur 107.5 cm. Il est conservé au musée municipal de La Haye aux Pays-Bas. 
L'arbre est dit "argenté" car le tableau est composé uniquement de gris.